# Jack Palance
Jack Palance (født 18. februar 1919 i Lattimer Mines, Pennsylvania, død 10. november 2006 i Montecito, Californien) var en Oscar-vindende amerikansk skuespiller. Med sit markerede ansigt, var Palance bedst kendt for rollerne som Curly (som han fik sin Oscar for) og Duke i de to Herretur-film, men han var aktiv inden for film og tv i et halvt århundrede.